# Poliske, Ovruci
Poliske (în ucraineană Поліське) este un sat în comuna Pișceanîțea din raionul Ovruci, regiunea Jîtomîr, Ucraina.

## Demografie
Componența lingvistică a localității Poliske
     Ucraineană (98,05%)
     Rusă (1,56%)
     Alte limbi (0,39%)
Conform recensământului din 2001, majoritatea populației localității Poliske era vorbitoare de ucraineană (98,05%), existând în minoritate și vorbitori de rusă (1,56%).